# Angie Beckwith
Angie Maria Beckwith fue una fitopatóloga estadounidense, en el laboratorio de Patología en el Departamento de Agricultura de los Estados Unidos (USDA)  Agencia de Industria de Planta bajo Erwin Frink Smith y Florence Hedges durante los 1920.
En 1921, Beckwith fue una de más de veinte mujeres que trabajaron en el Laboratorio del Dr. Erwin Smith, especializándose en Erwinia tracheiphila en alubias. Entre su cohorte de científicos estaban varios notables micólogos y entre los botánicos Charlotte Elliot, Hellie A. Brown, Edith Cash, Mary Katharine Bryan, Anna Jenkins, y Lucia McCulloch, Pearle Smith.
Fue miembro del Mycological Society of America y publicó regularmente en el Boletín del Torrey Club Botánico.